# شیکوکوچوئو، اهیمه
شیکوکوچوئو در استان اهیمه در کشور ژاپن واقع شده‌است که دارای جمعیت ۹۱٬۶۸۸ نفر و مساحت ۴۲۰٫۱۰ کیلومتر مربع با تراکم جمعیت ۲۱۸ نفر در کیلومترمربع است و در تاریخ ۱ آوریل ۲۰۰۴ به عنوان شهر شناخته شد.